# Сент-Пол (округ Коллін, Техас)
Сент-Пол (англ. St. Paul) — місто (англ. town) в США, в окрузі Коллін штату Техас. Населення — 992 особи (2020).

## Географія
Сент-Пол розташований за координатами 33°2′51″ пн. ш. 96°33′12″ зх. д. / 33.04750° пн. ш. 96.55333° зх. д. (33.047486, -96.553391).  За даними Бюро перепису населення США в 2010 році місто мало площу 3,97 км², з яких 3,95 км² — суходіл та 0,01 км² — водойми.

## Демографія
Згідно з переписом 2010 року, у місті мешкало 1066 осіб у 329 домогосподарствах у складі 297 родин. Густота населення становила 269 осіб/км².  Було 339 помешкань (85/км²).
Расовий склад населення:
| - 91,7 % — білих - 3,8 % — азіатів - 1,2 % — чорних або афроамериканців - 0,3 % — корінних американців |

До двох чи більше рас належало 2,2 %. Частка іспаномовних становила 9,9 % від усіх жителів.
За віковим діапазоном населення розподілялося таким чином: 29,5 % — особи молодші 18 років, 60,8 % — особи у віці 18—64 років, 9,7 % — особи у віці 65 років та старші. Медіана віку мешканця становила 37,1 року. На 100 осіб жіночої статі у місті припадало 105,0 чоловіків;  на 100 жінок у віці від 18 років та старших — 99,2 чоловіків також старших 18 років.
Середній дохід на одне домашнє господарство  становив 101 140 доларів США (медіана — 88 750), а середній дохід на одну сім'ю — 104 056 доларів (медіана — 89 412). За межею бідності перебувало 11,1 % осіб, у тому числі 17,3 % дітей у віці до 18 років та 10,4 % осіб у віці 65 років та старших.
Цивільне працевлаштоване населення становило 502 особи. Основні галузі зайнятості: освіта, охорона здоров'я та соціальна допомога — 20,1 %, виробництво — 15,7 %, науковці, спеціалісти, менеджери — 11,4 %, роздрібна торгівля — 10,8 %.